# Beast (film)
Pour les articles homonymes, voir Beast.
Pour plus de détails, voir Fiche technique et Distribution.
Beast (ou La Bête au Québec) est un film américain réalisé par Baltasar Kormákur et sorti en 2022.

## Synopsis
Le docteur Nate Samuels voyage avec ses deux filles adolescentes en Afrique du Sud. C'est dans ce pays qu'il avait autrefois rencontré sa femme, décédée il y a peu de temps. Nate, Meredith et Norah se rendent dans une réserve naturelle gérée par Martin Battles. La famille Samuels va alors être la cible d'un lion. Cet animal, attaqué par des braconniers, qui a vu toute sa troupe tuée par ces derniers considère alors tous les humains comme une menace. Il va prendre en chasse Nate et les siens.

## Fiche technique
Sauf indication contraire, les informations mentionnées dans cette section peuvent être confirmées par la base de données cinématographiques IMDb,  présente dans la section « Liens externes ».
- Titre original : Beast
- Réalisation : Baltasar Kormákur
- Scénario : Ryan Engle, d'après une histoire de Jaime Primak Sullivan
- Musique : Steven Price
- Décors : Jean-Vincent Puzos
- Costumes : Moira Anne Meyer
- Photographie : Philippe Rousselot
- Montage : Jay Rabinowitz
- Production : Baltasar Kormákur, James Lopez et Will Packer
  - Production déléguée : Bernard Bellew, Tony Ducret, Jaime Primak Sullivan et Matt Reilly
- Sociétés de production : RVK Studios et Will Packer Productions
- Société de distribution : Universal Pictures (États-Unis, France)
- Budget : n/a
- Pays de production :  États-Unis
- Langue originale : anglais
- Format : couleur
- Genre : thriller, survie
- Durée : 93 minutes
- Dates de sortie[1] :
  - États-Unis : 19 août 2022
  - France : 24 août 2022
- Classification :
  - États-Unis : R (interdit aux moins de 17 ans non accompagné)
  - France : tous publics avec avertissement

## Distribution
Sauf indication contraire, les informations mentionnées dans cette section peuvent être confirmées par la base de données cinématographiques IMDb,  présente dans la section « Liens externes ».
- Idris Elba (VF : Frantz Confiac ; VQ : Patrick Chouinard) : Dr Nathanael « Nate » Samuels
- Sharlto Copley (VF : Boris Rehlinger ; VQ : François Sasseville) : Martin Battles
- Leah Jeffries (VF : Hannah Vaubien ; VQ : Frédérike Ambroise-Laplante) : Norah Samuels
- Iyana Halley (VF : Jaynelia Coadou ; VQ : Marguerite D'Amour) : Meredith Samuels
- Martin Munro (VF : Laurent Maurel ; VQ : Alexandre Fortin) : Kees
- Tafara Nyatsanza (VF : Jean-Michel Vaubien ; VQ : Iannicko N'Doua-Légaré) : Banji

## Production

### Distribution des rôles
En septembre 2020, il est annoncé qu'Idris Elba sera à l'affiche d'un nouveau film d'Universal Pictures intitulé Beast, d'après une idée de Jaime Primak-Sullivan et réalisé par Baltasar Kormákur. En juin 2021, Sharlto Copley, Iyana Halley et Leah Sava Jeffries rejoignent le projet.

### Tournage
Le tournage débute le 1er juin 2021 en Afrique du Sud. Les prises de vues ont notamment lieu dans les provinces de Limpopo et Cap-Nord ainsi que dans la ville du Cap.

## Accueil

### Critique
Le site Rotten Tomatoes donne comme note, 69%, pour 195 critiques. Le site Metacritic donne la note de 54⁄100 pour 46 critiques. En France, le site Allociné donne une moyenne des critiques de presse à 2,7⁄5, après avoir recensé 18 titres.
« Classique et parfois attendu dans son déroulé, Beast est un des survivals les plus rigoureux, intenses et griffus vus depuis longtemps. Un régal de tension, qui ne lésine ni sur le spectacle ni sur la mastication de figurants, et mettra en appétit les amateurs du genre. », (Ecran Large).
« Un mélange plutôt réussi, grâce à un Idris Elba (Fast and Furious: Hobbs and Shaw, la série Luther) particulièrement impliqué, de très beaux paysages sud-africains, ainsi que des effets spéciaux réussis. », (Le Parisien).
« Enchaînant les séquences déjà vues, manquant de cœur, d’âme et d’identité, Beast demeure un film correctement mis en boîte, mais aussitôt l’a-t-on vu qu’on l’a déjà oublié. », (Film Actu).
« Un film d’action à l’os, brillamment troussé en moins de 90 minutes par le talentueux Kormakur. », (Paris Match).
« Beast a tous les ingrédients d’un nanar : ce bel esprit de sérieux, cette absence totale d’humour, ses acteurs qui donnent tout, sa croyance aux valeurs du film d’action (virilité, famille, rédemption). Son art est naïf, presque émouvant dans sa manière de réutiliser les vieilles ficelles. », (Le Monde).
« Mais hélas il faut se coltiner le scénario de Ryan Engle (Non-Stop), dégoulinant de bons sentiments autour de ces retrouvailles familiales dont on voit toutes les ficelles qui vont conduire à la réconciliation et dénonciateur lourdaud des atrocités commises par les braconniers. Trop de blabla pour ne pas nuire au résultat. », (Première).
« Dernier né d'une vieille tradition de série B d'animal tueur, Beast a un drôle d’aspect à la fois bâclé et ambitieux : pas cher et ça se voit, totalement formaté par des artifices de manuel de scénario pachydermiques, le film a souvent l’air de vouloir s’expédier pour être oublié. », (Les Inrockuptibles).

### Box-office
| Pays ou région        | Box-office        | Date d'arrêt du box-office | Nombre de semaines |
| --------------------- | ----------------- | -------------------------- | ------------------ |
| France                | 224 571 entrées   | 30 septembre 2022          | 5                  |
| États-Unis Canada     | 31 516 665 $      | 30 septembre 2022          | 6                  |
| Total hors États-Unis | +024 773 000, USD | 30 septembre 2022          | 7                  |
| Total mondial         | +056 289 665, USD | 30 septembre 2022          | 7                  |

#### France
Pour son premier jour d'exploitation, Beast se place en quatrième position du classement des nouveautés du jour avec 20 282 entrées (dont 3 750 en avant-première), pour 301 copies, derrière Tad l'explorateur et la table d'émeraude (31 597) et devant 3000 ans à t'attendre (13 840). Au bout d'une première semaine d'exploitation, le long-métrage se positionne en septième place du box-office avec ses 116 929 entrées. Il est précédé au classement par Les Minions 2 : Il était une fois Gru (118 129) et suivi par One Piece Film : Red (114 603). La semaine suivante, le film tombe à la dixième place du box-office avec 55 595 entrées, derrière La Page blanche (56 502).